# Śpiewający łuk
Śpiewający łuk (ang. singing arc) – instrument muzyczny z grupy elektrofonów elektromechanicznych wynaleziony przez Anglika Williama Duddella w roku 1899. Elementem instrumentu wydającym dźwięk była elektryczna lampa uliczna, używana przed wynalezieniem żarówki. Jej działanie opierało się na zjawisku łuku elektrycznego – stąd też nazwa śpiewający łuk. Jednym z niepożądanych efektów konstrukcji lamp łukowych było wydawanie mruczącego dźwięku. Duddell pracujący jako inżynier i fizyk, próbował zminimalizować emisję dźwięku. W czasie swych eksperymentów stwierdził, że sterując napięciem można zmieniać częstotliwość generowanego dźwięku. Dołączył do lampy klawiaturę i w ten sposób powstał instrument. Śpiewający łuk był prezentowany wielokrotnie przy różnych okazjach, lecz nigdy nie został opatentowany, ani nie wszedł do muzycznego użytku.
Śpiewający łuk w iskrowym nadajniku radiowym to łuk elektryczny wydający charakterystyczny dźwięk. Takie ustawienie zapewniało najlepszą jego pracę.